# Zespół hydrolethalus
Zespół hydrolethalus (ang. hydrolethalus syndrome) – rzadki zespół wad wrodzonych uwarunkowany genetycznie, jeden z wielu zespołów o wyższej częstości w populacji fińskiej. Został opisany podczas badań populacyjnych nad zespołem Meckela w Finlandii w 1981 roku. Zespół jest letalny i częścią jego obrazu klinicznego jest wodogłowie (łac. hydrocephalus), stąd nazwa. Dziedziczenie zespołu jest autosomalne recesywne.

## Epidemiologia
Zespół jest częstszy w Finlandii. Częstość zespołu hydrolethalus w populacji fińskiej szacowana jest na 1:20 000 ciąż. 70% dzieci z zespołem rodzi się martwych, pozostałe 30% umiera w ciągu kilku godzin od porodu.

## Fenotyp
Na obraz kliniczny zespołu hydrolethalus składają się:
- wewnątrzmaciczne zahamowanie wzrostu;
- mikrognacja;
- malformacje małżowin usznych;
- nisko osadzone uszy;
- mikroftalmia;
- rozdwojony nos;
- rozszczep podniebienia;
- rozszczep wargi w linii środkowej lub bocznej;
- szeroka szyja;
- wrodzone wady serca: wspólny kanał przedsionkowo-komorowy, ubytek przegrody międzykomorowej;
- hipoplastyczna krtań;
- zwężenie tchawicy;
- zwężenie oskrzeli;
- nieprawidłowa segmentacja płuc;
- agenezja płuca;
- agenezja przepony;
- omphalocele;
- dodatkowe śledziony;
- malrotacja jelit;
- spodziectwo;
- zdwojenie macicy;
- malformacje pochwy;
- wodonercze;
- deformacja podstawy czaszki w kształcie „dziurki od klucza” (łac. occipitoschisis);
- skrócenie kończyn górnych, hipoplazja proksymalnych (bliższych) odcinków piszczeli;
- polidaktylia pozaosiowa dłoni;
- polidaktylia przedosiowa stóp;
- ciężkie wodogłowie o początku w okresie prenatalnym;
- agenezja ciała modzelowatego;
- nieobecna przegroda przezroczysta;
- agenezja przysadki;
- arhinencephalia;
- anencefalia;
- heterotopie istoty szarej;
- malformacja Dandy’ego-Walkera;
- dysplazja nadnerczy;
- wielowodzie.